# Коломан II Асень
Колома́н II Асе́нь (болг. Калиман II Асен) — болгарский царь в 1256 году. Сын Александра, брата болгарского царя Ивана Асеня II, внук Ивана Асеня I.

## Происхождение
Согласно Георгию Акрополиту, убитый царь Михаил II Асень был его двоюродным братом. Армянский священник Аракел в 1258 году упоминал, что болгарский царь был убит сыном своего дяди. Считается, что Михаил II Асень имел только одного дядю - севастократора Александра. По этой причине считается, что Коломан II был его сыном .
Относительно личности Коломана II продолжается ещё один спор. Некоторые авторы отождествляют его с севастократором Калоян, ктитором Боянской церкви. Основным аргументом в пользу этого утверждения является сходство их имён. 
Эта точка зрения, однако, была опровергнута более поздними историографами, которые установили, что Коломан II погиб в 1256 году или в начале 1257 года, а Калоян, в соответствии с надписью в Боянской церкви, умер не раньше 1259 года. Из той же надписи известно, что Калоян являлся двоюродным братом царя. Царем Болгарии в 1259 года был Константин I Тих, так что севастократор был его двоюродным братом, а не Михаила II Асеня.

## Имя

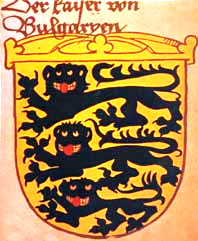
Герб царя Болгарии, Общ гербовник, Констанцки кодекс, Конрад фон Грюненберг

Существует некоторый спор о правильном произношении имени царя. Например, Петар Ников предполагает, что оно должно произноситься как „Каломан“. Он основывает свою версию на венгерском происхождении этого имени. Имя „Калиман“ - греческий вариант венгерского имени. Венгерское происхождение имени отстаивает Йордан Андреев. Он указывает, что в западных документах болгарского царя именовали Каломан. По мнению других авторов, например, Ивана Божилова, при его жизни правителя именовали на греческий манер Калиманом, этот вариант имени встречается в более поздних источниках, например, у Паисия Хилендарского, Феодора Грамматика, а также в так называемой Калимановой грамоте. В латинских источниках имя пишется как Коломан, по образцу имени католического святого Коломана. В письме папы Иннокентия IV царю от 21 марта 1245 года болгарский царь Коломан I Асень именуется так же - "Colomanno in Bulgaria".

## Царь Болгарии
После 1254 года болгарские бояре организовали заговор против Михаила II Асеня. В результате заговора Коломан убил своего двоюродного брата и был коронован в 1256 году. Но у него были опасные противники. Первым среди них был князь Ростислав Михайлович - отец царицы, на которой Коломан женился, чтобы придать своему воцарению вид наследственности. Ростислав Михайлович привёл войска к Тырново для защиты дочери. Царь Коломан II был покинут своими сторонниками, бежал из города и вскоре был убит при невыясненных обстоятельствах. Ростислав Михайлович вошёл в столицу и провозгласил себя царём Болгарии, однако не был принят местной знатью. В итоге князь вместе с дочерью уехал в Белград, а болгарские бояре возвели на престол зятя Ивана Асеня II Мицо Асеня. 

## Семья
Коломан Асень II женился в 1256 году на Анне (Елизавете) - дочери князя Ростислава Михайловича. Детей у них не было.